# Ватиканский узник
Ватиканский узник (итал. Prigioniero nel Vaticano; лат. Captivus Vaticani) — термин, относящийся к римским папам после взятия Рима вооружёнными силами Королевства Италии 20 сентября 1870 года и до Латеранских соглашений 11 февраля 1929 г. В рамках процесса объединения Италии захват города положил конец тысячелетней светской власти пап над центральной Италией и позволил объявить Рим столицей нового государства. Хотя итальянцы не занимали территорию Ватиканского холма, ограниченного Леонинской стеной, и предлагали создать в этом районе город-государство, папы от Пия IX до Пия XI отклоняли эти предложения и называли себя пленниками нового итальянского государства.
Когда национализм охватил Итальянский полуостров в XIX веке, усилия по объединению Италии были частично заблокированы Папской областью, которая проходила через середину полуострова и включала древнюю столицу Рим. Папское государство могло отражать попытки завоевать их в значительной степени благодаря влиянию Папы на глав более сильных европейских держав, таких как Франция и Австрия. Когда итальянские войска вошли в Рим, итальянское правительство, как сообщается, намеревалось позволить папе сохранить часть Рима на Ватиканском холме к западу от Тибра, названную Леоградом из-за его стены, построенной Папой Львом IV, как маленькое оставшееся Папского государство, но Пий IX отказался. Через неделю после вступления в Рим итальянские войска заняли весь город, за исключением территории Ватиканского холма; жители Рима затем проголосовали за присоединение к Италии (тем, кто жил в Ватикане, разрешили голосовать за пределами Леонинской стены).
В течение следующих 59 лет папы отказывались покидать Ватикан, чтобы избежать любой видимости признания власти итальянского правительства над Римом в целом. В этот период папы также отказывались появляться на площади Святого Петра или на балконе базилики Ватикана, обращенном к ней. Папы даровали благословение urbi et orbi с балкона, выходящего во внутренний двор, или внутри базилики, а папские коронации вместо этого проводились в Сикстинской капелле. Период закончился в 1929 году, когда по Латеранским соглашениям было создано современное государство Ватикан.

## Закон о гарантиях
Итальянский закон о гарантиях от 13 мая 1871 года, принятый через восемь месяцев после захвата Рима, был попыткой решить проблему, сделав папу подданным Королевства Италии, а не независимым сувереном, гарантируя ему определённые почести, подобные королевским, и право посылать и принимать послов.
Папы — Пий IX (умер в 1878 г.) и его преемники, Лев XIII (правил в 1878—1903 гг.), Святой Пий X (1903—1914 гг.), Бенедикт XV (1914-22 гг.) и (с 1922 г. до решения вопроса в 1929 г.) Пий XI, отказывались принимать это одностороннее решение, которое, по их мнению, могло быть отменено той же самой властью, которая его предоставила, и не гарантировало, что их решения будут ясно видны как свободные от вмешательства политической силы. Они утверждали, что необходим полный суверенитет, чтобы светская власть никогда не пыталась вмешаться в управление всемирной Римской церковью. Поэтому даже после Закона о гарантиях Папа Пий IX и его преемники до Пия XI включительно решили не покидать Ватиканский дворец, чтобы не подчиняться власти итальянского государства. В результате кризиса Папа Пий IX отлучил короля Италии от церкви.
Особенно в сельских районах Италии, где преобладали католики, между церковью и государством существовала большая напряжённость. Вновь объединённое Королевство Италии не признавало действительности церковных венчаний, в то время как Церковь утверждала, что королевство было незаконным, а церковных венчаний достаточно перед Богом.

## Римский вопрос
После падения Рима большинство стран продолжало аккредитовать дипломатических представителей при Святом Престоле, рассматривая его как субъект международного публичного права, с которым они желали таких отношений, в то время как они отозвали своих консулов, чья работа была связана с светской властью папства, которой теперь не было. Однако между Святым Престолом и итальянским государством не существовало дипломатических отношений.
По словам Джаспера Ридли, на Конгрессе мира 1867 года в Женеве Джузеппе Гарибальди упомянул «то пагубное учреждение, которое называется папством» и предложил нанести «последний удар чудовищу». Это было отражением горечи, вызванной борьбой против Папы Пия IX в 1849 и 1860 годах, и резко контрастировало с письмом, которое Гарибальди написал папе из Монтевидео в 1847 году, до тех событий.
Противостояние закончилось 11 февраля 1929 года, когда Латеранские соглашения создали новое микрогосударство, Ватикан, и открыли путь для дипломатических отношений между Италией и Святым Престолом. Святой Престол, в свою очередь, признал Королевство Италия со столицей в Риме, положив конец ситуации, когда папы чувствовали себя вынужденными оставаться в Ватикане. Впоследствии папы возобновили посещение своего собора, Латеранской базилики, расположенного на противоположной стороне Рима, и регулярно ездили в свою летнюю резиденцию в Кастель-Гандольфо, в тридцати километрах из Рима.
 